# Lil’ Mo
Lil’ Mo (New York, 1978. november 19. –) amerikai énekesnő, dalszerző.

## Pályafutása
Az 1990-es évek végén Lil’ Mo először vokalistaként és kórusénekesként szerzett hírnevet különféle hip-hop produkciókban. Jellegzetes énekhangja hozzájárult Missy Elliott „Hot Boyz” és Ja Rule „Put It on Me" című kislemezeinek sikeréhez. Szólódebütálása a „Based on a True Story” 2001-ben jelent meg az Elektra Records gondozásában. Az albumról született a sikeres kislemez, a "Superwoman (Part II)", amelyen Fabolous rapperrel közösen közreműködött, és amely az amerikai Billboard Hot 100-as listáján a hetedik helyet érte el.
Két évvel később, 2003-ban jelent meg a „Meet the Girl Next Door”. Bár a CD csak egy kislemezt tartalmazott, a „4 Ever”-t, de Lil’ Mo még ugyanebben az évben újabb sikereket ért el: az Angie Martinezzel közösen írt „If I Could Go” és Fabolousszal írt „Can’t Let You Go” világszerte felkerültek a slágerlistákra.
Amikor lejárt az Elektrával kötött szerződése, Mo-t szerződtette a Cash Money Records. Harmadik stúdióalbuma kiadását, a „Syndicated: The Lil’ Mo Hour” megjelenését többször is elhalasztották három kislemeze megjelenése ellenére, és végül nem került fel a slágerlistákra. aztán a  „Pain & Paper” című album 2007-ben az amerikai albumlistákba már felkerült, és bekerült az R&B-listák top 20-ába. Későbbi stúdióalbumai viszont (On the Moon (2009), P.S. I Love Me (2011) és The Scarlet Letter (2014) sikertelenek voltak.

## Albumok
- 2001: Based on a True Story
- 2003: Meet the Girl Next Door
- 2005: Syndicated: The Lil’Mo Hour
- 2007: Pain & Paper
- 2009: On the Moon
- 2011: P.S. I Love Me
- 2014: The Scarlet Letter

## Fordítás
- Ez a szócikk részben vagy egészben  a   Lil' Mo című német Wikipédia-szócikk ezen változatának fordításán alapul.  Az eredeti cikk szerkesztőit annak laptörténete sorolja fel. Ez a jelzés csupán a megfogalmazás eredetét és a szerzői jogokat jelzi, nem szolgál a cikkben szereplő információk forrásmegjelöléseként.